# Trophée des Grimpeurs 2004
Il Trophée des Grimpeurs 2004, settantottesima edizione della corsa e valida come evento del circuito UCI categoria 1.3, si svolse il 2 maggio 2004. Fu vinto dal francese Christophe Moreau che terminò la gara in 3h09'57", alla media di 42,32 km/h.
Al traguardo 35 ciclisti portarono a termine il percorso.

## Ordine d'arrivo (Top 10)
| Pos. | Corridore         | Squadra         | Tempo    |
| ---- | ----------------- | --------------- | -------- |
| 1    | Christophe Moreau | Crédit Agricole | 3h09'57" |
| 2    | Philippe Gilbert  | Fdjeux.com      | a 1'10"  |
| 3    | Jérôme Pineau     | La Boulangère   | a 1'23"  |
| 4    | Mark Scanlon      | AG2R Prév.      | a 3'52"  |
| 5    | Sylvain Chavanel  | La Boulangère   | a 3'59"  |
| 6    | Didier Rous       | La Boulangère   | a 4'46"  |
| 7    | Pierrick Fédrigo  | Crédit Agricole | s.t.     |
| 8    | Laurent Lefèvre   | La Boulangère   | a 4'49"  |
| 9    | Thomas Löfkvist   | Fdjeux.com      | a 4'51"  |
| 10   | Patrice Halgand   | Crédit Agricole | s.t.     |